# Il'ja Rožkov
Il'ja Nikolaevič Rožkov (in russo Илья Николаевич Рожков?; Zelenodol'sk, 29 marzo 2005) è un calciatore russo, difensore del Rubin.

## Carriera

### Club
Rozhkov è cresciuto nel settore giovanile del Rubin dove ha debuttato il 22 luglio 2023 nell'incontro di Prem'er-Liga pareggiato 2-2 contro la Lokomotiv Mosca. Il 20 dicembre dello stesso anno ha prolungato il contratto fino al 2027.

### Nazionale
Ha giocato nelle nazionali giovanili russe Under-15, Under-16, Under-17, Under-18 ed Under-21.

## Statistiche

### Presenze e reti nei club
Statistiche aggiornate al 20 dicembre 2023.
| Stagione        | Squadra         | Campionato      | Campionato | Campionato | Coppe nazionali | Coppe nazionali | Coppe nazionali | Coppe continentali | Coppe continentali | Coppe continentali | Altre coppe | Altre coppe | Altre coppe | Totale | Totale | Totale |
| Stagione        | Squadra         | Comp            | Pres       | Reti       | Comp            | Pres            | Reti            | Comp               | Pres               | Reti               | Comp        | Pres        | Reti        | Pres   | Reti   |        |
| --------------- | --------------- | --------------- | ---------- | ---------- | --------------- | --------------- | --------------- | ------------------ | ------------------ | ------------------ | ----------- | ----------- | ----------- | ------ | ------ | ------ |
| 2023-2024       | Rubin           | PL              | 9          | 0          | CR              | 3               | 0               |                    | -                  | -                  |             | -           | -           | 12     | 0      |        |
| Totale carriera | Totale carriera | Totale carriera | 9          | 0          |                 | 3               | 0               |                    | -                  | -                  |             | -           | -           | 12     | 0      |        |

## Palmarès

### Club

#### Competizioni nazionali
- Pervaja Liga: 1

Rubin: 2022-2023